# City of Bradford
Bradford ist ein Metropolitan Borough mit dem Status einer City im Metropolitan County West Yorkshire in England. Verwaltungssitz ist die gleichnamige Stadt Bradford, in der fast zwei Drittel der Bevölkerung lebt. Weitere bedeutende Orte im Borough sind Addingham, Baildon, Bingley, Burley in Wharfedale, Denholme, Haworth, Ilkley, Keighley, Menston, Oxenhope, Saltaire, Shipley, Silsden und Thornton.
Die Reorganisation der Grenzen und der Kompetenzen der lokalen Behörden führte 1974 zur Bildung des Metropolitan Borough. Fusioniert wurden dabei der County Borough Bradford, der Borough Keighley, die Urban Districts Baildon, Bingley, Denholme, Ilkley, Shipley und Silsden, ein Teil des Urban District Queensbury and Shelf sowie einzelne Dörfer des Rural District Skipton.
1986 wurde Bradford faktisch eine Unitary Authority, als die Zentralregierung die übergeordnete Verwaltung von West Yorkshire auflöste. Bradford blieb für zeremonielle Zwecke Teil von West Yorkshire, wie auch für einzelne übergeordnete Aufgaben wie Polizei, Feuerwehr und öffentlicher Verkehr.

## Politik
Bei den letzten Unterhauswahlen 2010 gewann die Labour die drei Wahlkreise Bradford West, Bradford South und Bradford East, während die Konservativen die beiden Wahlkreis Shipley und Keighley gewannen.
Im Stadtrat hat (Stand 2013) keine Partei die absolute Mehrheit: Labour 44, Konservative 23, Liberaldemokraten 8, Grüne 3, Sonstige 12.

## Städtepartnerschaften
Bradford hat zurzeit die folgenden Städtepartnerschaften:
| Stadt                    | Wappen | Staat          | seit                      |
| ------------------------ | ------ | -------------- | ------------------------- |
| Skopje                   |        | Nordmazedonien | 1963                      |
| Roubaix                  |        | Frankreich     | 1969                      |
| Verviers                 |        | Belgien        | 1970                      |
| Mönchengladbach          |        | Deutschland    | 1971                      |
| Hamm                     |        | Deutschland    | 1976                      |
| Galway                   |        | Irland         | 1987                      |
| Mirpur District Kaschmir |        | Pakistan       | 1998 Freundschaftsvertrag |